# Main Title Theme (Billy)
Maint Title Theme (Billy) – instrumentalny utwór skomponowany przez Boba Dylana, nagrany przez niego w lutym 1973 r. i wydany na albumie Pat Garrett and Billy the Kid w lipcu 1973 r.

## Historia i charakter utworu
Ten instrumentalny utwór został nagrany jako ilustracja muzyczna filmu Pat Garrett i Billy Kid w lutym 1973 r. w Burbank Studios w Burbank w Kalifornii. Plonem tej sesji były jeszcze: „Cantina Theme” (2 próby), „Billy 1” (instrumentalny), „Billy” (3 próby), „River Theme” (2 próby, instrumentalny) oraz „Turkey Chase”. Na albumie ukazały się wszystkie te utwory oprócz odrzuconych wersji „Billy'
ego”.
"Main Theme” – czyli „główny temat” muzyczny filmu jest zasadniczo wersją piosenki „Billy”. Instrumentacja kompozycji jest bardzo oszczędna; połowa utworu wykonywana jest na akustycznych gitarach i marakasach. Mniej więcej w połowie utworu dochodzi partia wykonywana na gitarze basowej.
Kompozycja ma charakter bardzo łagodny i nieco meksykański, co specyficznie kontrastuje z miejscami gwałtowną akcją filmu i jest także swoistym komentarzem.
Utwór ten nigdy nie był wykonywany na koncercie.

## Muzycy
Sesja trzecia
- Bob Dylan – gitara, wokal
- Roger McGuinn – gitara
- Bruce Langhorne – gitara
- Booker T – gitara basowa
- Byron Berline – wiejskie skrzypce (fiddle), wokal
- Donna Weiss – chórki
- Priscilla Jones – chórki